# آلبرت لیندلی لی
آلبرت لیندلی لی (انگلیسی: Albert Lindley Lee; ۱۶ ژانویهٔ ۱۸۳۴ – ۱۳ دسامبر ۱۹۰۷) فرد نظامی اهل ایالات متحده آمریکا بود.